# Lorraine Ashbourne
Lorraine Ashbourne  (Manchester, 7 de janeiro de 1961) é uma atriz inglesa de teatro, cinema e televisão.

## Vida pessoal
É casada com o ator e diretor Andy Serkis desde de 22 de julho de 2002 com quem tem três filhos, Ruby (nascido em 1998), Sonny (nascido em 2000) e Louis (nascido em 2004).

## Filmografia selecionada
- Bridgerton (2020) (TV)
- Housewife, 49 (2006) (TV)
- Jane Eyre (2006) (TV)
- After 8 (2006)
- King Kong
- Love Again (2003) (TV)
- The Martins (2001)
- A Christmas Carol (2000) (TV)
- Jump (2000/I)
- Fever Pitch (1997)
- Jack & Sarah (1995)
- Life's a Bitch (1995) (TV)
- Fighting for Gemma (1993) (TV)
- Resurrected (1989)
- Distant Voices, Still Lives (1988)
- The Dressmaker (1988)